# Unlambda
Unlambda - minimalistyczny język funkcyjny, w którym funkcje wbudowane, oznaczane jedną literą, są jedynymi poprawnymi i pełnoprawnymi obiektami. Jest zaliczany do tzw. języków ezoterycznych i jest kompletny w sensie Turinga (niektórzy uważają, że jest to funkcyjna wersja języka Brainfuck).